# 八津合郵便局
八津合郵便局（やつあいゆうびんきょく）は、京都府綾部市にある郵便局。民営化前の分類では集配特定郵便局であった。

## 概要
住所：〒623-1199 京都府綾部市八津合町岸ノ下33-1
綾部市北東部を占める上林地区の中央部に位置する。

## 沿革
- 1876年（明治9年）6月1日 - 八津合郵便局（五等）として開設[1]。
- 1885年（明治18年）10月1日 - 貯金取扱を開始。
- 1892年（明治25年）5月16日 - 為替取扱を開始。
- 1957年（昭和32年）5月1日 - 五泉簡易郵便局から簡易生命保険および郵便年金に関する業務を移管[2]。
- 1976年（昭和51年）3月30日 - 電話交換業務を綾部電報電話局に移管。
- 1987年（昭和62年）11月9日 - 奥上林郵便局から集配業務を移管。
- 2007年（平成19年）10月1日 - 民営化に伴い、併設された郵便事業綾部支店八津合集配センターに一部業務を移管。
- 2012年（平成24年）10月1日 - 日本郵便株式会社の発足に伴い、郵便事業綾部支店八津合集配センターを八津合郵便局に統合。

## 取扱内容
- 郵便、印紙、ゆうパック、内容証明
- 貯金、為替、振替、振込、国債
- 生命保険、バイク自賠責保険
- ゆうちょ銀行ATM
- 地方公共団体事務（綾部市バス回数券の販売）
- 綾部市内の一部地域（〒623-11xx区域）の集配業務

## 周辺
- 綾部市立上林小学校
- 綾部市立上林中学校
- 八幡宮
- 上林川

## アクセス
- あやべ市民バス上林線 寺町にて下車
- 京都縦貫自動車道（丹波綾部道路） 綾部安国寺ICから北東へ約14km
- 京都府道1号小浜綾部線沿い
- 駐車場あり：4台